# Claudio Jacquin
Claudio Jacquin (Le Mans, 1991) è un giocatore di football americano francese che gioca come linebacker per i Pionniers de Touraine.

## Palmarès
- 1 World Games (2017)
- 1 Europeo (2018)
- 1 European Football League (Black Panthers de Thonon, 2017)
- 1 Casque de Diamant (Black Panthers de Thonon, 2019)